# Temporada 1982 del Campeonato de España de Rally
La temporada 1982 fue la edición 26.ª del Campeonato de España de Rally. Comenzó el 18 en el Rally Costa Brava y terminó el 12 de diciembre en el Rally Costa del sol. El calendario estaba compuesto iniclamente por 32 pruebas que finalmente se redujon a 28.
Las pruebas se clasificaban según su importancia y se celebraron 16 pruebas de nivel “A” y 12 de nivel “B”. Las primeras tenían coeficiente 5, si eran solo de carácter nacional y coeficiente 6 si contaban para el certamen europeo. Las pruebas de nivel B tenían un coeficiente de 3. Para la clasificación final los pilotos tan solo podían sumar los siete mejores y para optar al título debían participar en al menos dos pruebas del nivel B. Con esta normativa la Federación pretendía que los grandes equipos participaran en las pruebas de menor categoría. También se cambió el sistema de puntuación y del tradicional 6, 4, 3, 2, y 1 para los 5 primeros se pasó a un sistema que puntuaba a los diez primeros clasificados. La puntuación que recibía el ganador era de 140 puntos mientras que el décimo recibía 12 puntos. Además se compensaba a los vehículos según su categoría.
El ganador fue Antonio Zanini con cinco victorias a bordo de un Talbot Horizon.

## Calendario
Este año la federación española firmó un acuerdo con la empresa CS para la creación del I Challenge CS de Rallyes en la que doce pruebas del campeonato nacional formaban parte. Los rallyes Villa de Llanes, San Agustín y Gibralfaro entraban por primera vez en el calendario.
| N.º | Fecha               | Rally                                           | Superficie     | Series |
| --- | ------------------- | ----------------------------------------------- | -------------- | ------ |
| 1   | 18-21 de febrero    | 30.º Rally Costa Brava                          | Asfalto/tierra | Europa |
| 2   | 6-7 de marzo        | 23.º Rally Vasco Navarro                        | Asfalto        |        |
| 3   | 19-21 de marzo      | 30.º Rally Sol - RACE                           | Asfalto        | Europa |
| 4   | 27-28 de marzo      | 12.º Critérium Montseny-Guilleries              | Asfalto        |        |
| 5   | 3-4 de abril        | 9.º Rally González Hermanos                     | Asfalto        |        |
| 6   | 17-18 de abril      | 9.º Rally de Talavera                           | Asfalto        |        |
| 7   | 24-25 de abril      | 5.º Rally Sierra Morena                         | Asfalto        |        |
| 8   | 1-2 de mayo         | 4.º Rally Ciudad de Santa Cruz                  | Asfalto        |        |
| 9   | 8-9 de mayo         | 9.º Rally Maspalomas                            | Asfalto        |        |
| 10  | 15-16 de mayo       | 23.º Rally Fallas                               | Asfalto        |        |
| 11  | 22-23 de mayo       | 11.º Rally Gibralfaro                           | Asfalto        |        |
| 12  | 29-30 de mayo       | 19.º Critérium Luis de Baviera                  | Asfalto        |        |
| 13  | 5-6 de junio        | 19.º Rally Vuelta a Aragón                      | Asfalto        |        |
| 14  | 12-13 de junio      | 6.º Rally Villa de Llanes                       | Asfalto        |        |
| 15  | 19-20 de junio      | 15.º Rally de Orense                            | Asfalto        |        |
| 16  | 9-11 de julio       | 3.º Rally CS                                    | Asfalto/tierra | Europa |
| 17  | 24-25 de julio      | 12.º Critérium de La Rioja                      | Asfalto        |        |
| 18  | 7-8 de agosto       | 18.º Rally Internacional Rías Baixas            | Asfalto        |        |
| 19  | 14-15 de agosto     | 7.º Rally San Agustín                           | Asfalto        |        |
| 20  | 11-12 de septiembre | 19.º Rally Príncipe de Asturias                 | Asfalto        |        |
| 21  | 1-3 de octubre      | 6.º Rally El Corte Inglés                       | Asfalto        |        |
| 22  | 9-10 de octubre     | 14.º Rally Internacional Isla de Tenerife       | Asfalto        |        |
| 23  | 16-17 de octubre    | 14.º Rally 500 Kilómetros Nocturnos de Alicante | Asfalto        |        |
| 24  | 30-31 de octubre    | 5.º Rally Sachs Villa de Mena                   | Asfalto        |        |
| 25  | 13-14 de noviembre  | 24.º Rally 2000 Virajes                         | Asfalto        |        |
| 26  | 26-28 de noviembre  | 18.º Rally Cataluña-Rally de las Cavas          | Asfalto/tierra | Europa |
| 27  | 4-5 de diciembre    | 14.º Rally Shalymar                             | Asfalto        |        |
| 28  | 11-12 de diciembre  | 17.º Rally Costa del Sol                        | Asfalto        |        |

## Equipos
| Equipo                          | Vehículo             | Piloto            | Copiloto               | Rondas                            |
| Equipos oficiales               | Equipos oficiales    | Equipos oficiales | Equipos oficiales      | Equipos oficiales                 |
| ------------------------------- | -------------------- | ----------------- | ---------------------- | --------------------------------- |
| Automobiles Talbot              | Talbot Sunbeam Lotus | Antonio Zanini    | Víctor Sabater         | 1, 3-5, 10-11, 16, 20-21, 26      |
| FASA-Renault                    | Renault 5 Turbo      | Genito Ortiz      | Guillermo Barreras     | 1, 3, 5, 11-13, 16, 18, 20-21, 26 |
| FASA-Renault                    | Renault 5 Turbo      | Genito Ortiz      | María Jesús Cabal      | 7, 14                             |
| Concesionarios Ford             | Ford Fiesta MKI 1600 | Salvador Serviá   | Jordi Sabater          | 1, 3, 10, 16, 26                  |
| Equipos privados                |                      |                   |                        |                                   |
| Rothmans Rally Team             | Porsche 911 SC       | Beny Fernández    | José Luis Sala         | 1, 3, 6, 12, 14, 16-18, 20-21, 26 |
| RAC Vasco Navarro               | Porsche 911 SC       | Marc Etchebers    | Mª Christine Etchebers | 2-3, 7, 13, 17-18, 21, 24, 28     |
| Klippan Competición             | Opel Ascona 400      | Mariano Lacasa    | Jaime Balaña           | 1, 12, 17, 19-20, 24, 27          |
| Escudería Catalunya             | Opel Ascona 2000     | Carlos Santacreu  | Antonio Santacreu      | 1, 4, 10, 12-13, 17, 23, 26       |
| Escudería Catalunya             | Opel Ascona 2000     | Juan Franquesa    | Antonio Alonso         | 1, 10, 12, 17, 23, 25-26          |
| Real Automóvil Club de Cataluña | Ford Fiesta XR2 MKI  | José Masdeu       | Mª Dolores Guerrero    | 14-15, 23-24, 26, 28              |
|                                 | Citroën Visa Trophée | Ricardo Muñoz     | José López Orozco      |                                   |
| Ramón Mínguez                   | Citroën Visa Trophée | Ricardo Muñoz     |                        |                                   |

## Resultados

### Campeonato de pilotos
- Resultados incompletos.

| Pos.   | Piloto           | CBR | VAN | RAC | CMG | GNH | TLV | SRM | CSC | MAS | FLL | GIB | CLB | ARA | VLL | OUR | RCS | CLR | RBX | SAN | PRA | COR | TNF | 5NA | SAC | 2VR | CAT | MAD | CDS | Puntos |
| ------ | ---------------- | --- | --- | --- | --- | --- | --- | --- | --- | --- | --- | --- | --- | --- | --- | --- | --- | --- | --- | --- | --- | --- | --- | --- | --- | --- | --- | --- | --- | ------ |
| 1.     | Antonio Zanini   | Ret |     | 2   | 1   | 1   |     |     |     |     | 1   | 2   |     |     |     |     | 2   |     |     |     | 1   | 2   |     |     |     |     | 1   |     |     | 11.940 |
| 2.     | Genito Ortiz     | 1   |     | 3   |     | 2   |     | 2   |     |     |     | 1   | 2   | 1   | 1   |     | 1   |     | 5   |     | Ret | 1   |     |     |     |     | 2   |     |     | 11.530 |
| 3.     | Beny Fernández   | Ret |     | 1   |     |     | 1   |     |     |     |     |     | 1   |     | 2   |     | Ret | 1   | 1   |     | 2   | 3   |     |     |     |     | Ret |     |     | 10.880 |
| 4.     | Marc Etchebers   |     | Ret | 4   |     |     |     | 1   |     |     |     |     |     | 2   |     |     |     | 2   | 2   |     |     | 4   |     |     | 1   |     |     |     | 1   | 9.158  |
| 5.     | Mariano Lacasa   | Ret |     |     |     |     |     |     |     |     |     |     |     | 3   |     |     |     | 3   |     | 1   | 3   |     |     |     | 2   |     |     | 5   |     | 8.230  |
| 6.     | Salvador Serviá  | 2   |     | 6   |     |     |     |     |     |     | 3   |     |     |     |     |     | 3   |     |     |     |     |     |     |     |     |     | 5   |     |     | 8.150  |
| 7.     | Carlos Santacreu | 3   |     |     | 4   |     |     |     |     |     | 6   |     | 8   | 4   |     |     |     | 6   |     |     |     |     |     | 2   |     |     | Ret |     |     | 7.318  |
| 8.     | José Masdeu      |     |     |     |     |     |     |     |     |     |     |     |     |     | 6   | 10  |     |     |     |     |     |     |     | 7   | 7   |     | 8   |     | 5   | 7.284  |
| 9.     | Ricardo Muñoz    |     |     |     |     |     |     |     |     |     |     |     |     |     | 5   |     | 7   |     | 9   |     | 5   |     |     |     |     |     | 4   | 6   |     | 7.076  |
| 10.    | Juan Franquesa   | 4   |     |     |     |     |     |     |     |     | 8   |     | 9   |     |     |     |     | 5   |     |     |     |     |     | 6   |     | 4   | 7   |     |     | 6.942  |
| 37.    | Carlos Sainz     |     |     |     |     |     | 5   |     |     |     |     |     |     |     |     |     | 11  |     |     |     |     |     |     |     |     |     |     | 17  |     | 2.832  |
| Fuente |                  |     |     |     |     |     |     |     |     |     |     |     |     |     |     |     |     |     |     |     |     |     |     |     |     |     |     |     |     |        |

### Campeonato de marcas
| Pos. | Marca   | Puntos |
| ---- | ------- | ------ |
| 1    | Ford    | 201    |
| 2    | SEAT    | 198    |
| 3    | Renault | 198    |
| 4    | Talbot  | 145    |
| 5    | Citroën | 10     |

### Campeonato de copilotos
| Pos. | Copiloto               | Puntos |
| ---- | ---------------------- | ------ |
| 1    | Víctor Sabater         | 11.940 |
| 2    | José Luis Sala         | 10.880 |
| 3    | Guillermo Barreras     | 10.650 |
| 4    | Mª Christine Etchebers | 9008   |
| 5    | Jaime Balaña           | 8230   |
| 6    | Jordi Sabater          | 8200   |
| 7    | Antonio Santacreu      | 7318   |
| 8    | Antonio Alonso         | 6942   |
| 9    | Mª Dolores Guerrero    | 6462   |
| 10   | S. Meléndez            | 5764   |

### Campeonato de turismos de producción nacional
| Pos. | Piloto          | Puntos |
| ---- | --------------- | ------ |
| 1    | Salvador Serviá | 10150  |
| 2    | Josep Couret    | 7150   |
| 3    | Carlos Sainz    | 4400   |
| 4    | F. Palomo       | 3600   |
| 5    | M. Pintado      | 3374   |
| 6    | Borja Moratal   | 2800   |
| 7    | J. Adrián       | 2800   |
| 8    | J. González     | 2700   |
| 9    | M. Ibáñez       | 2640   |
| 10   | Canal           | 2610   |

### Campeonato de turismos de serie de producción nacional
| Pos. | Piloto          | Puntos |
| ---- | --------------- | ------ |
| 1    | J. Masdeu       | 10410  |
| 2    | «Freddy»        | 10220  |
| 3    | R. Panalva      | 9120   |
| 4    | J. B. Pino      | 9000   |
| 5    | J. M. L. Trueba | 8000   |
| 6    | C. Argenta      | 7348   |
| 7    | D. Berraondo    | 7190   |
| 8    | Josep Arqué     | 5862   |
| 9    | W. Jovellar     | 5608   |
| 10   | Roland Holke    | 4704   |

### Desafío Talbot
| Pos. | Piloto      |
| ---- | ----------- |
| 1    | Pere Salons |